# Bothrinia chennellii
Bothrinia chennellii är en fjärilsart som beskrevs av De Nicéville 1884. Bothrinia chennellii ingår i släktet Bothrinia och familjen juvelvingar. Inga underarter finns listade i Catalogue of Life.

## Bildgalleri

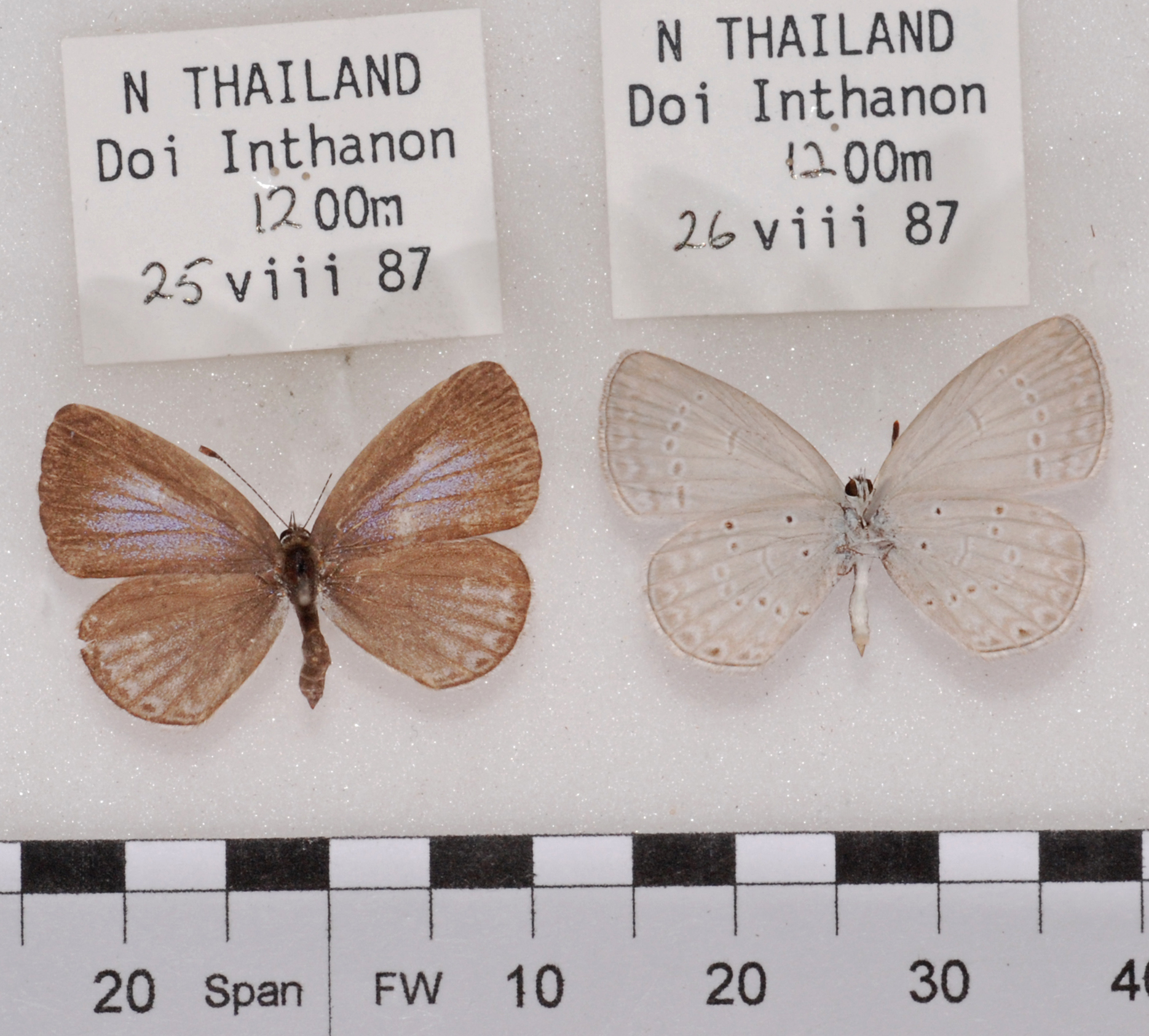
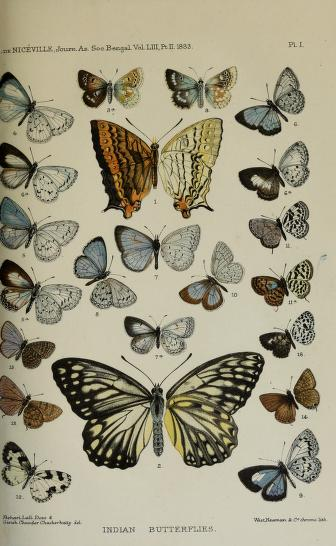